# PPI Motorsports
PPI Motorsports – były amerykański zespół wyścigowy, założony w 1979 roku przez Cala Wellsa na bazie firmy Precision Preparation, Inc. W historii startów ekipa pojawiała się w stawce rajdów terenowych, NASCAR Winston Cup, NASCAR Craftsman Truck Series, CART Indy Car World Series, Daytona 500, Atlantic Championship oraz Indianapolis 500.

## Kierowcy

### CART
- Hiro Matsushita (1995, 1997–1998)
- Jeff Krosnoff (1996)
- Max Papis (1996–1998)
- Robby Gordon (1998)
- Cristiano da Matta (1999–2000)
- Scott Pruett (1999)
- Oriol Servia (2000)

### NASCAR
- Scott Pruett (2000)
- Andy Houston (2000–2001)
- Ricky Craven (2001–2004)
- Bobby Hamilton Jr. (2004–2005)
- Ron Fellows (2005–2006)
- Travis Kvapil (2006)